# Gable Steveson

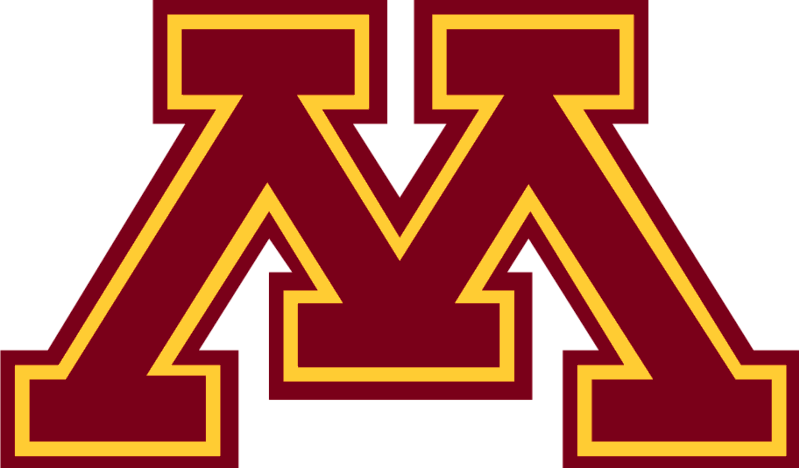
Zawodnik Minnesota Golden Gophers

Gable Dan Steveson (ur. 31 maja 2000) – amerykański zapaśnik walczący w stylu wolnym. Złoty medalista olimpijski z Tokio 2020 w kategorii 125 kg. Triumfator mistrzostw panamerykańskich w 2021. Mistrz świata juniorów w 2017 i kadetów w 2015 i 2016 roku.
Zawodnik Apple Valley High School i University of Minnesota. Cztery razy All-American (2019, 2021, 2022 i 2025) w NCAA Division I, pierwszy w 2021 i 2022; drugi w 2025; trzeci w 2019. Outstanding Wrestler w 2022 roku.